# 蒙古国标准时间
|  | 西蒙古 UTC+07:00 |
|  | 東蒙古 UTC+08:00 |

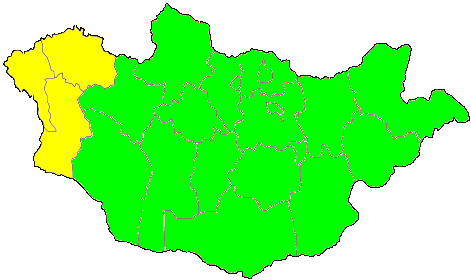

蒙古时区是蒙古适用的时区。该时区比协调世界时快7或8小时（UTC+07:00或UTC+08:00）。蒙古时区没有夏时制。
IANA时区数据库在zone.tab中包含3个蒙古地区，名为Asia/Ulaanbaatar、Asia/Hovd、Asia/Choibalsan。